# Eisenbahnunfall von Szczekociny

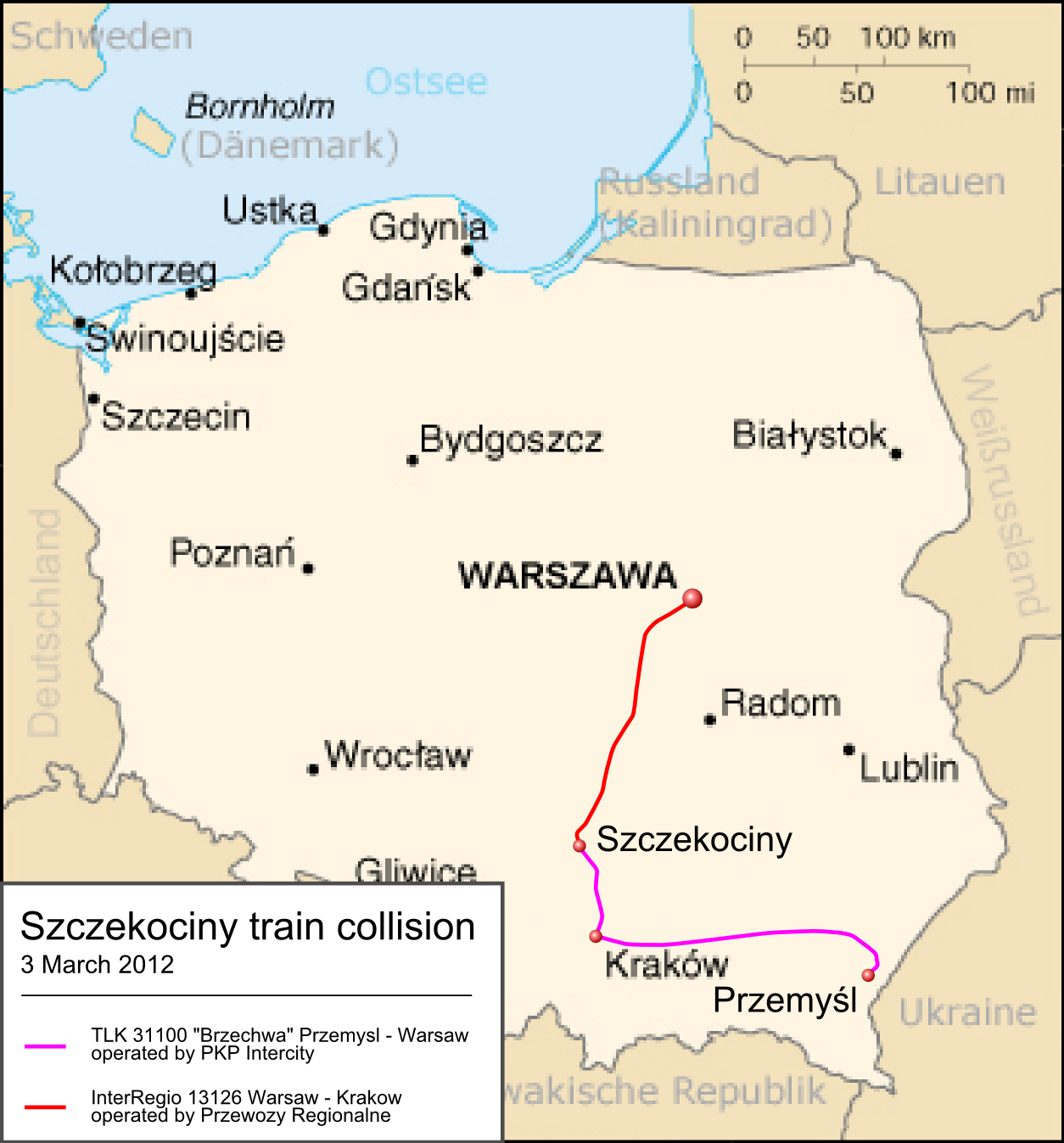
Lage der Unfallstelle

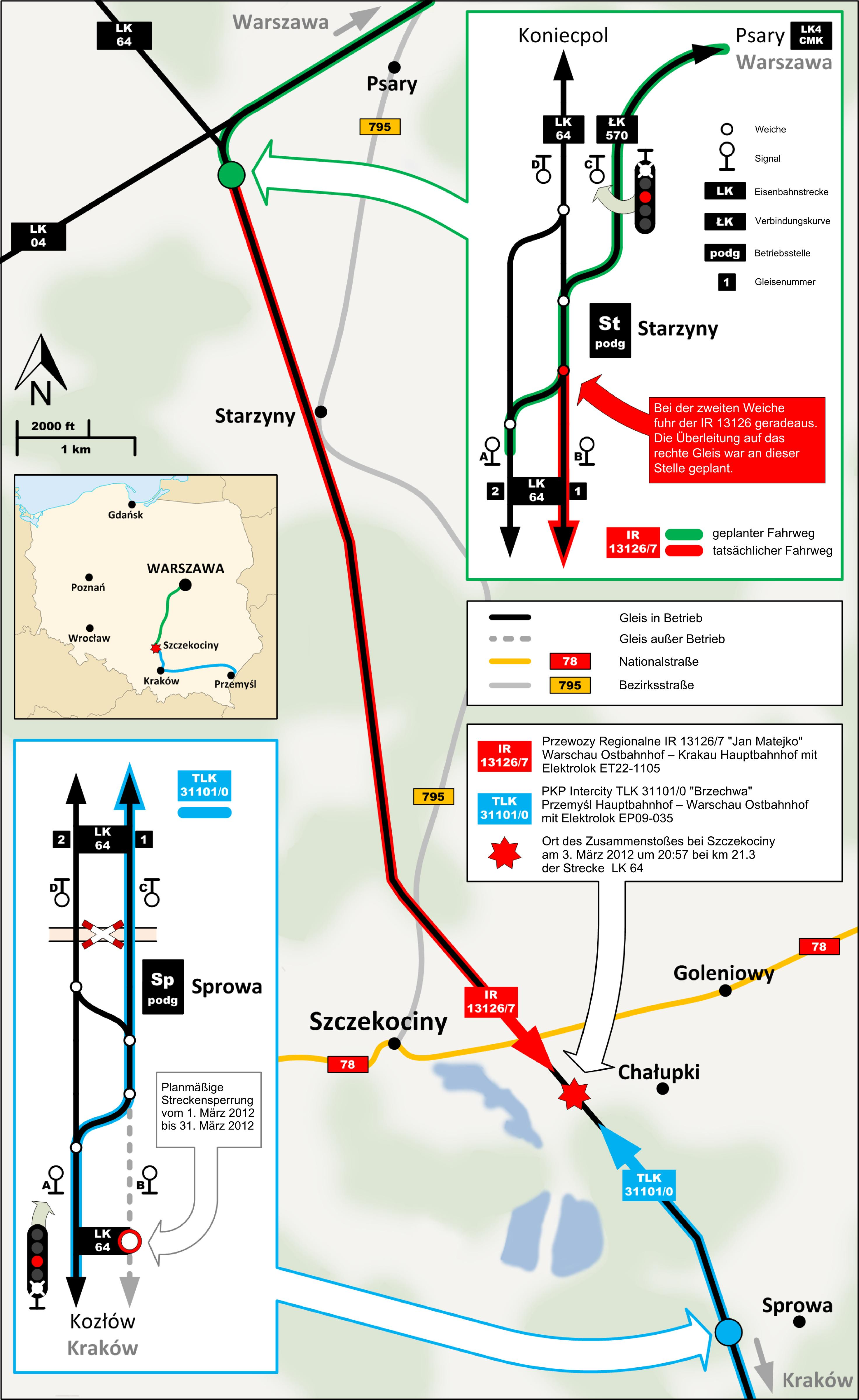
Infografik der Unfallstelle

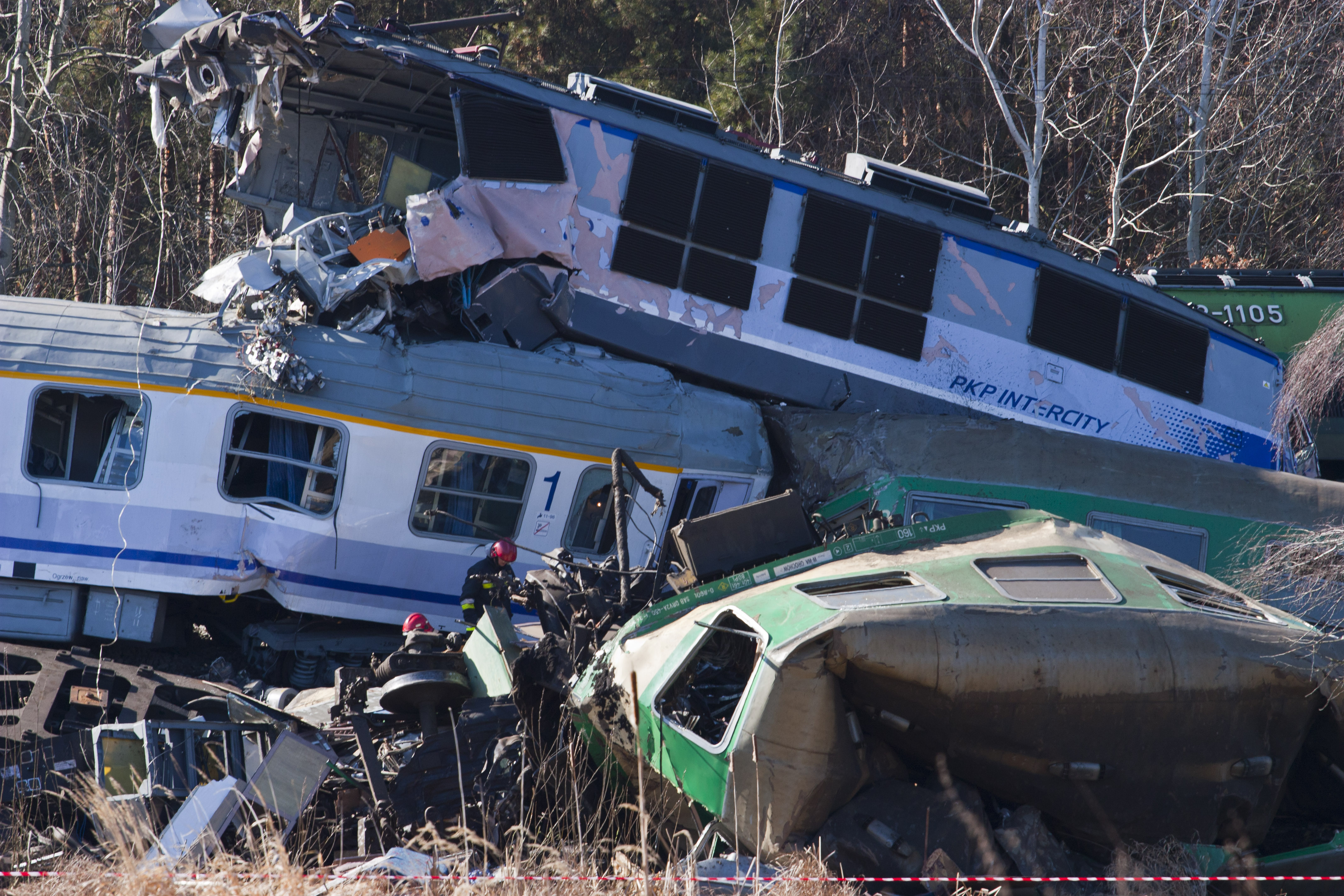
Bild der Unfallstelle

Der Eisenbahnunfall bei Szczekociny ereignete sich am 3. März 2012 um 20:57 Uhr auf der Bahnstrecke Kozłów–Koniecpol bei Szczekociny in Polen. Dabei kamen mindestens 16 Menschen ums Leben, darunter beide Lokomotivführer, 57 Menschen wurden darüber hinaus verletzt.

## Ablauf
Gegen 21:00 Uhr stieß der Schnellzug TLK 31100 „Brzechwa“ von PKP Intercity aus Przemyśl und der interREGIO 13126 „Jan Matejko“ der Przewozy Regionalne, aus Warschau kommend, frontal und ungebremst zusammen. 16 Menschen starben, davon ein US-Amerikaner und ein Russe. Von den 57 Verletzten mussten 47 in Krankenhäusern behandelt werden. Insgesamt saßen in den beiden Zügen 350 Reisende. Es waren 450 Rettungskräfte aus vier Woiwodschaften und etwa 400 Polizisten am Rettungseinsatz beteiligt. Weil die Unfallstelle abgelegen ist, waren die Rettungsarbeiten schwierig. Außer Rettungswagen kamen auch Rettungshubschrauber zum Einsatz. Eine Woche nach dem Unfall waren immer noch 32 Personen im Krankenhaus.
Der polnische Ministerpräsident Donald Tusk und der Staatspräsident Bronisław Komorowski besuchten den Unfallort. Für den 5. und 6. März wurde Staatstrauer angeordnet.

## Unfalluntersuchung
Die polnische Staatsanwaltschaft leitete eine Untersuchung des Eisenbahnunfalls am 4. März ein. Am darauffolgenden Montag wurden zwei Fahrdienstleiter zur Einvernahme in Gewahrsam genommen, die zum Zeitpunkt des Unfalls Dienst hatten. Einer der Fahrdienstleiter, eine Frau, wurde wieder freigesetzt, der andere konnte aufgrund seines psychischen Zustandes nicht vernommen werden. Nach Angaben der Staatsanwaltschaft rechtfertigten die Beweise eine Anklage des während des Unfalls diensthabenden Fahrdienstleiters der Betriebsstelle Starzyny wegen fahrlässigen Verursachens eines Eisenbahnunfalls. Der Fahrdienstleiter habe den Zug aus Warschau auf das falsche Gleis geleitet.